# Ваганты
Вага́нты (от лат. vagantes — странствующие, бродячие) — творческие люди в Средние века (XI—XIV вв.) в Западной Европе, способные к сочинительству и к исполнению песен или, реже, прозаических произведений.
«Перехожие люди», «Странствующие студенты» (vagi scholares) составляли рифмованные латинские стихи в форме церковных гимнов. Произведения имели светское, жизнерадостное содержание, а также сатиры на монашество и духовенство, пародии.

## История
В таком употреблении сло́ва в понятие вагантов войдут такие социально разнородные и неопределённые группы, как французские жонглёры (jongleur, jogleor — от латинского joculator — «шутник»), немецкие шпильманы (Spielmann), английские менестрели (minstral — от латинского ministerialis — «слуга») и т. д. Однако обычно слово «ваганты» применяется в более узком смысле для обозначения бродячих поэтов, пользовавшихся в своём творчестве исключительно, или во всяком случае преимущественно, латинским языком — международным сословным языком духовенства. Первыми вагантами и были клирики, жившие вне своего прихода или вообще не занимавшие определённой церковной должности; со временем ваганты стали пополняться школьными студенческими товариществами, переходившими из одного университета в другой, как лишь позднее — уже в эпоху ослабления собственно поэзии вагантов — в эту группу начинают вливаться представители других сословий, в частности, городского.
Социальным составом этой группы определяются и формы, и содержание поэзии вагантов. В формах своей лирической и дидактической поэзии ваганты тесно связаны картинами каролингской эпохи, в которой в разрозненном виде представлены все элементы вагантской формы (тоническое стихосложение, рифмы, лексика, стилистические украшения), а через неё — с латинской поэзией раннего христианства и античного мира. Для любовной лирики вагантов особенно велико значение Овидия («Наука любви» и другие произведения).
Влияние античной поэзии сказывается не только в мифологических аксессуарах (Венера, Амур, Купидоны, иногда даже нимфы и сатиры), которыми ваганты любили украшать свои произведения, и в именах действующих лиц (Флора, Филлида и т. п.), они любят слушать песни птиц, но и в концепции любви, и образе возлюбленной, совершенно лишённых столь типичных для куртуазной лирики реминисценций феодальных отношений (куртуазное служение даме) и проникнутых чисто земной радостью плотского наслаждения; описание нагого тела (интересна мотивировка в одной из песен — подсмотренное купанье) более свойственно вагантской поэзии, чем лирике трубадуров и миннезингеров (см. Вальтер фон дер Фогельвейде).
Можно установить реминисценции античной поэзии и в описаниях, и символике природы у вагантов, которые по яркости красок часто превосходят весенние зачины куртуазной лирики; с другой стороны, в символике природы у вагантов много совпадений с народной песней, бесспорно влиявшей на их поэзию. С мотивами любви в лирике вагантов соприкасается мотив вина и пьянства; из жанра застольных песен вагантов впоследствии сложились многочисленные студенческие песни: «Meum est propositum» (соч. «Архипииты» XII века), «Gaudeamus igitur», и другие.
Ваганты используют в своей сатире элементы религиозной литературы, — они пародируют её основные формы (видение, гимн, секвенция и т. д.), доходят до пародирования литургии и Евангелия.
Творчество вагантов анонимно. Среди известных имён: французский поэт Вальтер (Готье) Шатильонский (вторая половина XII века), написавший «Contra ecclesiasticos juxta visionem apocalypsis»; Примас Орлеанский (начало XII века); немецкий вагант, известный под своим прозвищем «Архипииты» (Archipoeta, вторая половина XII века) и некоторые другие.
Вагантская поэзия сохранилась в рукописных сборниках XII—XIV вв. Среди них самый объёмный (содержит около 250 произведений) — «Ка́рмина Бура́на» (Carmina Burana), рукопись которого была обнаружена в 1803 году в баварском монастыре Бенедиктбойерне (отсюда латинское название сборника). Музыка, на которую ваганты распевали свои стихи, (за редчайшими исключениями) не сохранилась.
Популярная песня «Из вагантов» или, по первой строке, «Во французской стороне…» («Прощание со Швабией») из концептуального альбома «По волне моей памяти» является вольным переводом песни вагантов Hospita in Gallia из сборника Carmina Burana (автор перевода — Лев Гинзбург, музыка Давида Тухманова).